# Fuding
Fuding (福鼎市S, FúdǐngshìP) è una città-contea della Cina, situata nella provincia del Fujian.